# Nió

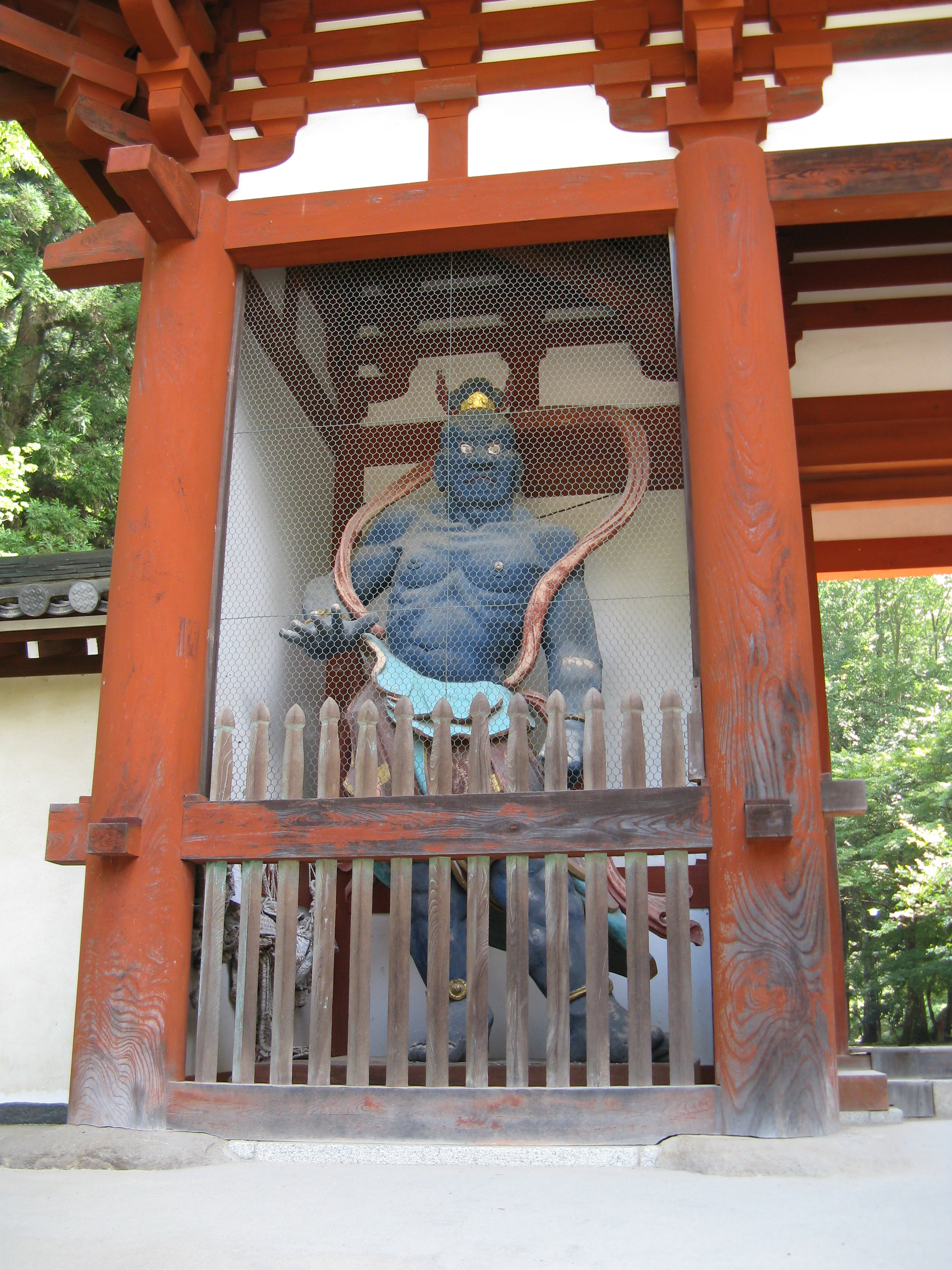
Nió u chrámu Muródži

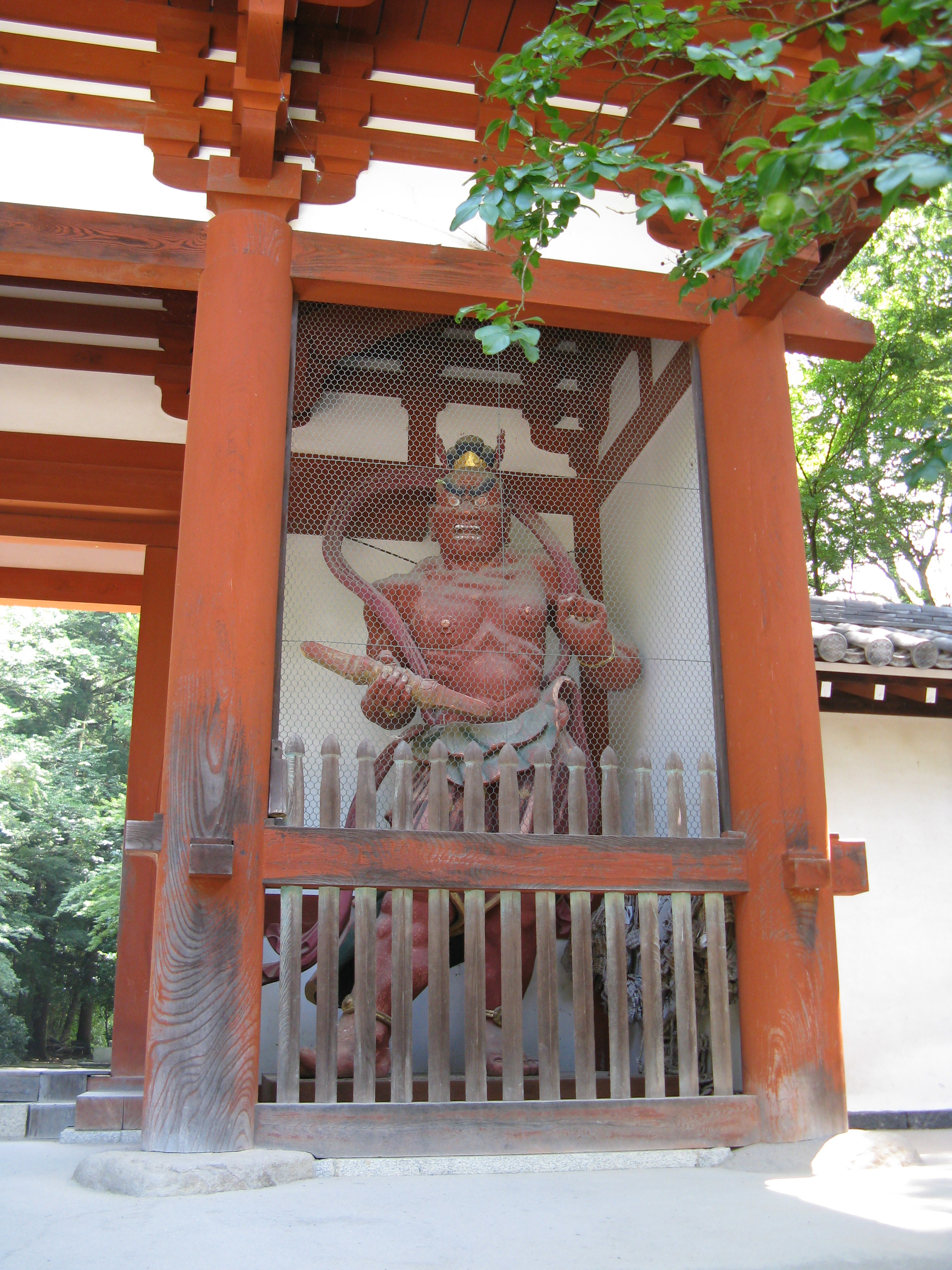
Nió u chrámu Muródži

Nió ztělesňují v (japonském) buddhismu dva krále, strážce chrámu a buddhistické nauky.
U vstupu do větších chrámových okrsků zpravidla stojí zastřešená brána s dvěma výklenky pro sochy Nió, nazývaná niómon. Postavy se liší barvou (červená - ztělesňující dobro vs. zelená/modrá - zlo), postojem, ale i mírou otevření úst (vyslovujících otevřeně o/a či zavřeně m, které tvoří mantrické om).
Pro svou podobu siláků s nadpřirozenou silou, kterým se zračí na tváři hrozivý výraz mající odradit zlo a zlé lidi od vstupu, se jim v Japonsku přezdívá též Kongó rikiši.